# Wolfswanc
Wolfswanc war ein Ort im Gebiet der heutigen oberschwäbischen Gemeinde Stetten. Die Siedlung Wolfswanc lag zwischen Mussenhausen und Stetten. Die aus drei Höfen bestehende Ansiedlung wurde erstmals 1299 urkundlich erwähnt. Sie ist nach 1512 abgegangen.